# Hueco de la pasión
El hueco de la pasión o la sonrisa de Cape Flats es una práctica de modificación dental que se originó en Cape Flats, Ciudad del Cabo, Sudáfrica. Esta práctica consiste en extirpar de manera voluntaria los dientes incisivos centrales. Es una práctica popular en hombres y mujeres de color pertenecientes a las clases más bajas sudafricanas, aunque existen casos reportados de residentes blancos y chinos de la zona.

## Recepción
Durante muchos años, algunos residentes de Ciudad del Cabo han extirpado sus dientes incisivos centrales siguiendo una moda popular en la región. A pesar estar atraídos por un mito sexual, un estudio llevado a cabo por la Universidad de Ciudad del Cabo en 2003 descubrió que las razones principales tras estas extracciones eran la moda y una presión ejercida por los iguales, seguidas del gansterismo y razones médicas.
Esta modificación es particularmente popular en la zona de Cape Flats en Ciudad del Cabo. En una encuesta realizada a 2167 hombres y mujeres de color en la zona oeste de Ciudad del Cabo, el 41 % se habían extraído los dientes. De aquellos que se habían sometido al procedimiento, el 44,8 % eran hombres. Los niños más jóvenes se habían sometido a la extracción por motivos estéticos.
Otras justificaciones para la extracción incluían la creencia de una mejora en la experiencia del sexo oral y los besos. Otra creencia es que los pescadores se extraían los dientes para silbarse más fuerte los unos a los otros. Aunque esta práctica sigue siendo popular en la zona hoy en día, esta percepción está cambiando. Algunos empresarios han prohibido explícitamente que sus empleados muestren el hueco de la pasión.

## Historia
Se han documentado casos de modificación dental en Sudáfrica durante 1500 años. Otras formas de modificación dental son más prevalentes en las regiones del norte de África. Sin embargo, la extracción deliberada de los incisivos en la Provincia Occidental del Cabo continúa siendo una excepción.

A mediados del siglo XVII, los esclavos solían extraerse los dientes como representación del control sobre sus propios cuerpos. La moda actual del hueco de la pasión comenzó en los años 40.